# Faxe Brewery
Faxe Brewery — датская пивоваренная компания, расположенная в городе Факсе. Пивоварня была основана в 1901 году Николиной и Конрадом Нильсенами и наиболее известна своим крепким экспортным пивом. В 1989 году компания Faxe Bryggeri объединилась с Ceres Brewery, образовав Bryggerigruppen, которая в 2005 году сменила название на Royal Unibrew. Помимо пива компания по лицензии производит безалкогольные напитки, такие как Faxe Kondi и «пепси».

## История

### Успешная пивоварня молодой вдовы
Пивоварня в Факсе была основана в 1901 году под названием Fakse Dampbryggeri Николиной и Конрадом Нильсенами. После смерти Конрада Нильсена в 1914 году его молодая вдова продолжила успешно управлять компанией. В 1914 году компания была переименована в Faxe Bryggeri.
С ростом пивоварни и одновременно успехом в продажах возникла проблема: нехватка воды. В 1930-х годах возникла необходимость пробурить скважину, чтобы обеспечить доступ к достаточному количеству воды. Вода была обнаружена на глубине 80 метров, отфильтрованная в известняке. Вода отлично подходила для производства минеральной воды и пива, и Faxe Bryggeri стала делать себе имя благодаря производству лагера и крепких сортов пива.

### Следующее поколение
В 1945 году Николин вышла на пенсию, и Faxe Bryggeri была преобразована в товарищество, возглавляемое её тремя сыновьями. В 1956 году пивоварня была преобразована в компанию с ограниченной ответственностью, и под руководством братьев пивоварня постоянно расширялась до 1960 года. После смерти братьев внук Николины, Бент Брайд-Нильсен, стал главой Faxe Bryggeri. Он расширил производство, запустил новые продукты и внедрил новые принципы маркетинга и сбыта.

### «Датский дог»

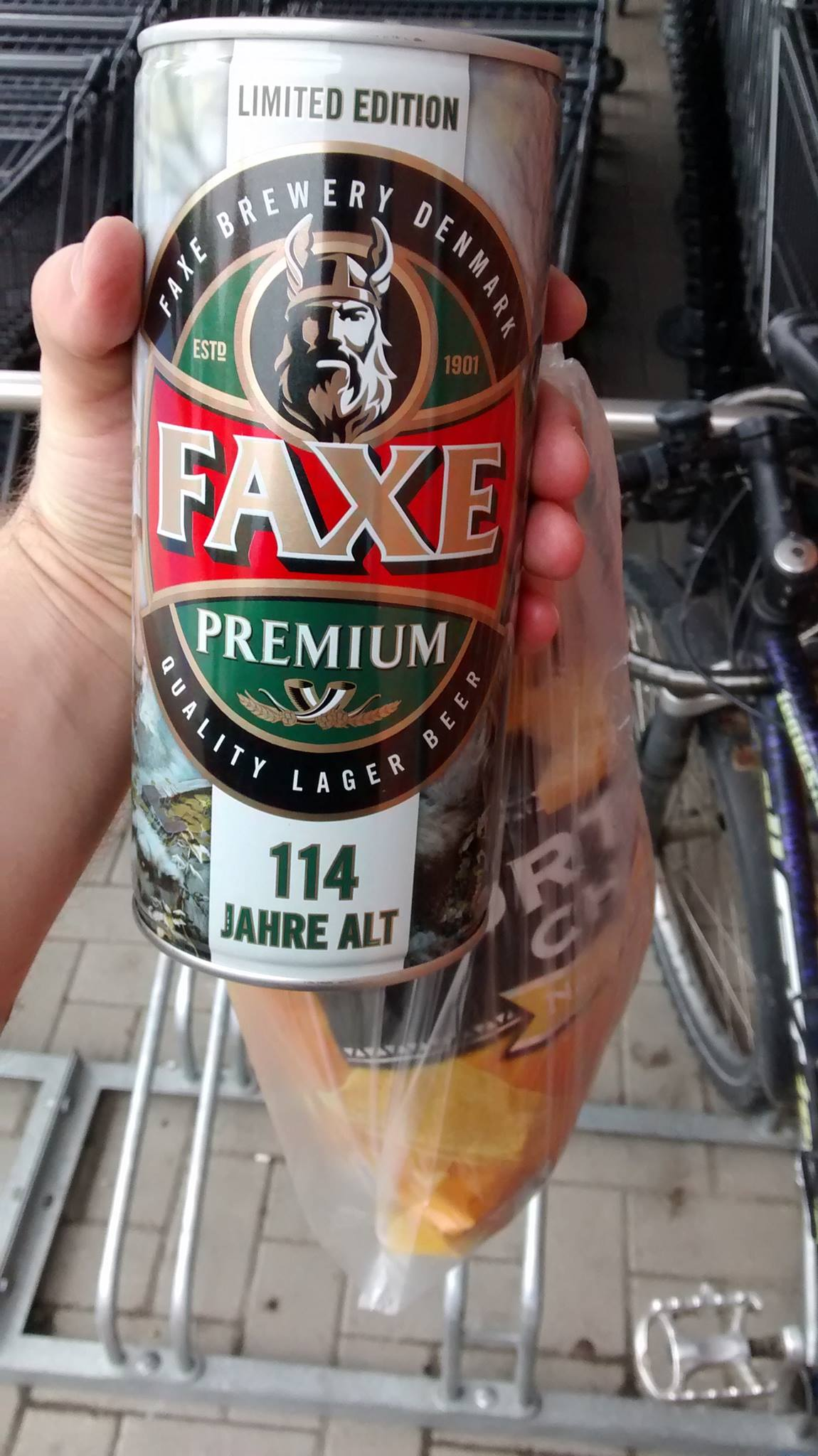
Пиво фирмы Faxe

Faxe постепенно превратилась в одну из самых динамично развивающихся пивных компаний Дании. 1970-е годы были годами расцвета для компании, пиво изготавливалось как в банках, так и в бутылках, а датчанам предлагали акции компании.
В 1980-х годах Faxe вложила значительные средства в продажи и маркетинг, а также в производственные мощности пивоварни, которая к настоящему времени производит пиво и безалкогольные напитки, как для внутреннего, так и для международного рынка. Особой популярностью в Германии и Дании пользуется пиво «Der grosse Däne» (Датский дог).
Затем был успех Faxe Kondi среди ведущих брендов безалкогольных напитков в Дании. Faxe Kondi был разработан в 1971 году в сотрудничестве с Кнудом Лундбергом, спортивным врачом и футболистом.

### Крупные инвестиции и высокие технологии
В 1989 году компания Faxe Bryggeri объединилась с Ceres Bryggerier и образовала вторую по величине пивоваренную компанию Дании, теперь известную как Royal Unibrew. В 1997-98 годах компания Faxe была расширена за счет нового подвального здания с резервуарами, вмещающими до 600 000 литров, и новой разливочной линией, способной производить 90 тысяч банок в час. В 1999 году 115 миллионов датских крон было инвестировано в высокотехнологичный и полностью автоматизированный многоэтажный склад на 18 тысяч поддонов.